# Canal de Noord-Willem
Pour les articles homonymes, voir Noord.
Le Canal de Noord-Willem (en néerlandais: Noord-Willemskanaal) est un canal néerlandais dans les provinces de Drenthe et de Groningue.

## Géographie
Le Noord-Willemskanaal (également (Noord-)Willemsvaart) est la liaison fluviale entre le Drentsche Hoofdvaart à l'ouest d'Assen et le port méridional de la ville de Groningue. Le canal suit à peu près le trajet de l'A28. Sa longueur est de 28 kilomètres, sa profondeur de 2 mètres.
À Groningue, le canal est relié via l'Eendrachtskanaal au Hoendiep et via le Verbindingskanaal au Canal de l'Ems et le Canal Van Starkenborgh. Pour les bateaux de plaisance, il est possible d'atteindre le lac de Paterswoldsemeer en passant par une petite écluse.
Le canal lui-même contient 3 écluses, à Peelo au nord d'Assen, au nord de Vries et à De Punt.
Entre Haren et Groningue, le canal emprunte à peu près le trajet du Hoornsediep (un ancien tronçon du Drentsche Aa). À cet endroit, le Noord-Willemskanaal est souvent appelé Hoornsediep.

## Histoire
La plupart des canaux néerlandais ont été construits sur l'initiative de l'état, d'une province ou d'une commune. Le Noord-Willemskanaal, en revanche, a été réalisé pour une société privée.

## Nom
Le canal a été appelé d'après le roi Guillaume III d'Orange-Nassau. On y a joint la précision Noord- (nord) par distinction du Willemsvaart du Brabant-Septentrional.

## Source
- (nl) Cet article est partiellement ou en totalité issu de l’article de Wikipédia en néerlandais intitulé « Noord-Willemskanaal » (voir la liste des auteurs).